# Арсланово (Аургазинский район)

Арсланово, Арслан (баш. Арыҫлан) — деревня в Ишлинском сельсовете Аургазинского района Республики Башкортостан.
С 2005 современный статус.

## История
Название происходит от личного имени Арыҫлан.
Статус деревня, сельского населённого пункта, посёлок получил согласно Закону Республики Башкортостан от 20 июля 2005 года N 211-з «О внесении изменений в административно-территориальное устройство Республики Башкортостан в связи с образованием, объединением, упразднением и изменением статуса населенных пунктов, переносом административных центров», ст.1:

6. Изменить статус следующих населенных пунктов, установив тип поселения - деревня:
 
5)  в Аургазинском районе:…

д) поселка Арсланово Ишлинского сельсовета

## Население
| 2002 | 2009 | 2010 |
| ---- | ---- | ---- |
| 62   | ↘57  | ↘50  |

Национальный состав
Согласно переписи 2002 года, преобладающая национальность — татары (87 %).

## Географическое положение
Расстояние до:
- районного центра (Толбазы): 15 км,
- центра сельсовета (Ишлы): 4 км,
- ближайшей ж.-д. станции (Белое Озеро): 42 км.